# Prima Lega 2022-2023 (Egitto)
La Prima Lega egiziana 2022-2023 è stata la 64ª edizione della massima competizione calcistica egiziana. La stagione è iniziata il 18 ottobre 2022 e si è conclusa il 26 luglio 2023.  La squadra campione in carica è lo Zamalek.
A vincere il torneo è stato l'Al-Ahly, che si è aggiudicato il campionato per la quarantatreesima volta.

## Stagione

### Novità
Nel corso della stagione precedente sono state retrocesse il Misr Lel Makasa, l'El Sharkia Lel Dokhan e l'El-Gouna, rimpiazzate dalle neopromosse Aswan, El Dakhleya e Haras El-Hodood.

### Formula
Le 18 squadre partecipanti si affrontano due volte in un girone di andata e uno di ritorno per un totale di 34 giornate.

La prima e la seconda classificata accedono alla edizione successiva del CAF Champions League, mentre la terza e la quarta classificata accedono all'edizione successiva della Coppa della Confederazione CAF.

Le ultime tre classificate retrocedono in Seconda Divisione.